# Holderen
Holderen is een meer op de grens tussen Zweden en Noorwegen. Het meer ligt in de Zweedse gemeente Åre in het landschap Jämtland en in de Noorse gemeente Snåsa in de provincie Trøndelag. Het meer heeft een oppervlakte van 8,27 km² (waarvan 6,44 km² in Zweden en 1,83 km² in Noorwegen), en een omtrek van 29,63 km. Het meer ligt op een hoogte van 439 meter boven de zeespiegel.